# Вільгельм Шуберт
Вільгельм Шуберт (нім. Wilhelm Schubert; 12 листопада 1879, Герліц — 26 червня 1972, Мюнхен) — німецький офіцер, доктор політичних наук (1925), генерал авіації.

## Біографія
21 березня 1898 року вступив в 129-й піхотний полк. Закінчив Військову академію (1910). Учасник Першої світової війни, служив в різних штабах, з вересня 1915 року — офіцер зв'язку при 1-й, з 9 листопада 1915 по 29 березня 1916 року — при 2-й болгарській армії. з 12 січня по 26 травня 1918 року — начальник оперативного відділу штабу XVII армійського корпусу. З 31 травня по 30 листопада 1918 року — військовий аташе німецького посольства в Москві. 31 грудня 1921 року звільнений у відставку.
З 1 січня 1922 року — співробітник фірми Юнкерса (Дессау), займався питаннями організації секретного виробництва складових для бойових літаків на території СРСР (для чого використовував свої зв'язки в керівництві СРСР, отримані в 1918 році). З 1 листопада 1925 року — інструктор секретних навчальних курсів з підготовки льотчиків (Потсдам). У 1928-30 роках — інструктор турецької Академії Генштабу. 7 серпня 1934 року зарахований в люфтваффе. З 1 січня 1936 по 31 березня 1938 року очолював відділ Генштабу люфтваффе. З 1 березня 1939 року — інспектор озброєнь 7-го військового округу, з 12 вересня 1940 року — Великого Парижа. 1 квітня 1941 року очолив економічний штаб «Схід». 31 грудня 1942 року вийшов у відставку.

## Звання
- Фанен-юнкер (21 березня 1898)
- Фенріх (8 жовтня 1898)
- Лейтенант (18 серпня 1899)
- Оберлейтенант (17 вересня 1909)
- Гауптман (22 березня 1913)
- Майор (16 вересня 1917)
- Оберстлейтенант запасу (31 грудня 1921)
- Оберстлейтенант служби комплектування запасу (7 серпня 1934)
- Оберстлейтенант служби комплектування (1 березня 1935)
- Оберст служби комплектування (1 січня 1936)
- Оберст (1 жовтня 1937)
- Генерал-майор (1 січня 1939)
- Генерал-лейтенант (1 жовтня 1940)
- Генерал авіації (1 липня 1942)

## Нагороди
- Залізний хрест 2-го і 1-го класу
- Королівський орден дому Гогенцоллернів, лицарський хрест з мечами (6 травня 1917)
- Почесний хрест ветерана війни з мечами
- Медаль «За вислугу років у Вермахті» 4-го, 3-го, 2-го і 1-го класу (25 років)